# Cu Csung-cse
Zu Chongzhi (kínai írással: 祖冲之, népszerű magyar átírás: Cu Csung-cse, 429–500) kínai matematikus és csillagász, aki a Liu Szung dinasztia (Liu Song dinasztia) és a Déli Csi dinasztia (Déli Qi dinasztia) uralkodása alatt élt. Csienkangban (Jiankangban) (ma Nanking (Nanking)) született. A családja már régóta csillagászattal foglalkozott, ő is gyorsan bekerült ebbe a tudományos légkörbe. Tehetsége révén már fiatalon híressé vált, Hsziao-vu (Xiaowu) császár az akadémiára, majd a Nancsingi (Nankingi) Birodalmi Egyetemre küldte, hogy kutatásokat végezzen. 461-ben Nanhszüben (Nanxuban) – a mai Csiangszu (Jiangsu) tartománybéli Csencsiang (Zhenjiang) – elfogadott egy hivatali állást, amit a helyi kormánytól kapott.

## Eredményei
- Ő vezette be a Ta-ming naptárat (Daming naptárat) 465-ben.
- Az év hosszát 365,24281481 napban adta meg, ami csaknem megegyezik a ma ismert 365,24219878-as adattal.
- Kiszámította a Nap és a Hold fogyatkozásának rendszerességét, ami neki 27,21223 évre jött ki, ami igen közel áll a ma ismert 27,21222 évhez. Ezt a számot sikeresen használta a négy fogyatkozás alkalmával, amit 23 év alatt figyelt meg (436–459).
- Kiszámolta a Jupiter keringési idejét, ami 11,858 évre jött ki neki, ami nagyon közel van a ma ismert 11,862 évhez.
- Két közelítést talált a pi értékének pontosabb becslésére, ami kilencszáz éven keresztül a legpontosabb maradt. Legjobb becslése a pí-re 3,1415926 és 3,1415927 közötti érték, amit 355⁄113 (Milü, vagyis „részletes becslés”) és a 22⁄7 (Yuelü vagy „durva becslés”) adott ki. Akkoriban ez nagy eredmény volt; úgy érte el, hogy botokat használt, amikből egy 12 288 oldalú sokszöget rakott ki. 900 éven keresztül senki nem talált pontosabb eredményt a pi-re.
- Rájött a gömb térfogatának kiszámítási módjára.

## Egyéb
Egy holdi kráter és egy aszteroida is a nevét viseli.